# Bernhard Wyss (Schriftsteller)
Bernhard Wyss oder Wyß (* 14. Dezember 1833 in Kappel SO; † 25. Dezember 1889 oder 26. Januar 1890 in Solothurn) war ein Schweizer Schriftsteller.
Wyss wirkte nach Abschluss des Lehrerseminars Solothurn ab 1852 als Lehrer in Büsserach, Hochwald SO und Zuchwil, seit 1858 bis zu seinem Tod an der Oberschule in Solothurn. Er sah sich durch die Belastungen seiner hauptberuflichen Tätigkeit in den Möglichkeiten schriftstellerischen Schaffens eingeschränkt und hinterliess nur ein schmales Gesamtwerk, wovon sich jedoch zwei Werke etwas grösserer Aufmerksamkeit erfreuten: Aus Schule und Leben (1865) wurde auch in Österreich beachtet, da die Schrift Aufschlüsse über die letzten Lebensjahre des österreichisch-amerikanischen Schriftstellers Charles Sealsfield (Carl Postl) bot, die er in Solothurn verbrachte; Wyss’ Kurze Beschreibung des Kantons Solothurn diente als Lehrmittel an den solothurnischen Primarschulen und erlebte mehrere Auflagen.

## Werke
- Kurze Beschreibung des Kantons Solothurn. Solothurn : Verlag der Scherer’schen Buchhandlung, 1863.
- Schwizerdütsch. Bilder aus dem Stillleben unseres Volkes, dargestellt in Sitten und Sagen. Ein novellistischer Beitrag zum schweiz. Idiotikon. Solothurn : Verlag der Scherer’schen Buchhandlung, 1863.
- Aus Schule und Leben. Ernst und Humor in Lehrervereins-Vorträgen. Solothurn : Selbstverlag des Verfassers, 1865.
- Der solothurnische Kantonal-Lehrer-Verein von seiner Gründung an bis heute. Solothurn : Solothurnischer Kantonal-Lehrer-Verein, 1869.
- Leichte Kost. Neue Sammlung von Bildern und Skizzen. Solothurn : Selbstverlag des Verfassers, 1876.
- Erinnerungen an Böcklin. Berlin 1921.
- Geschichten und Erzählungen aus dem Gäu. Zur Erinnerung an den 100. Todestag des Schriftstellers und Volkskundlers aus Kappel. Kappel : Kulturkommission, 1989.
- Bernhard Wyss, Kappel. [Auswahlband]. Olten : Knapp, 2011. ISBN 978-3-905848-48-9.